# Ley de Exclusión China

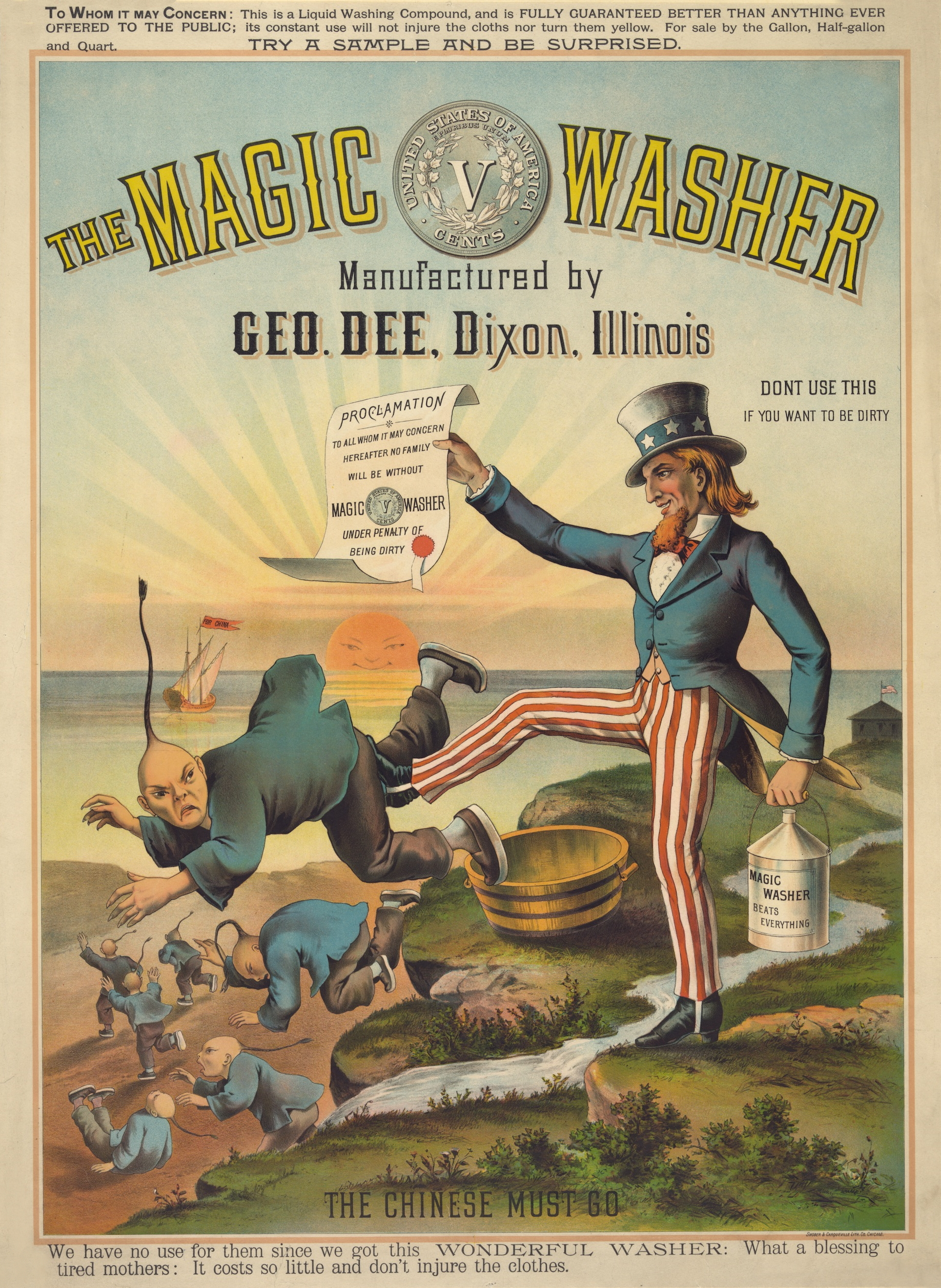
Un anuncio de 1886 con contenido racista para el detergente Magic Washer: "Los chinos se deben ir".

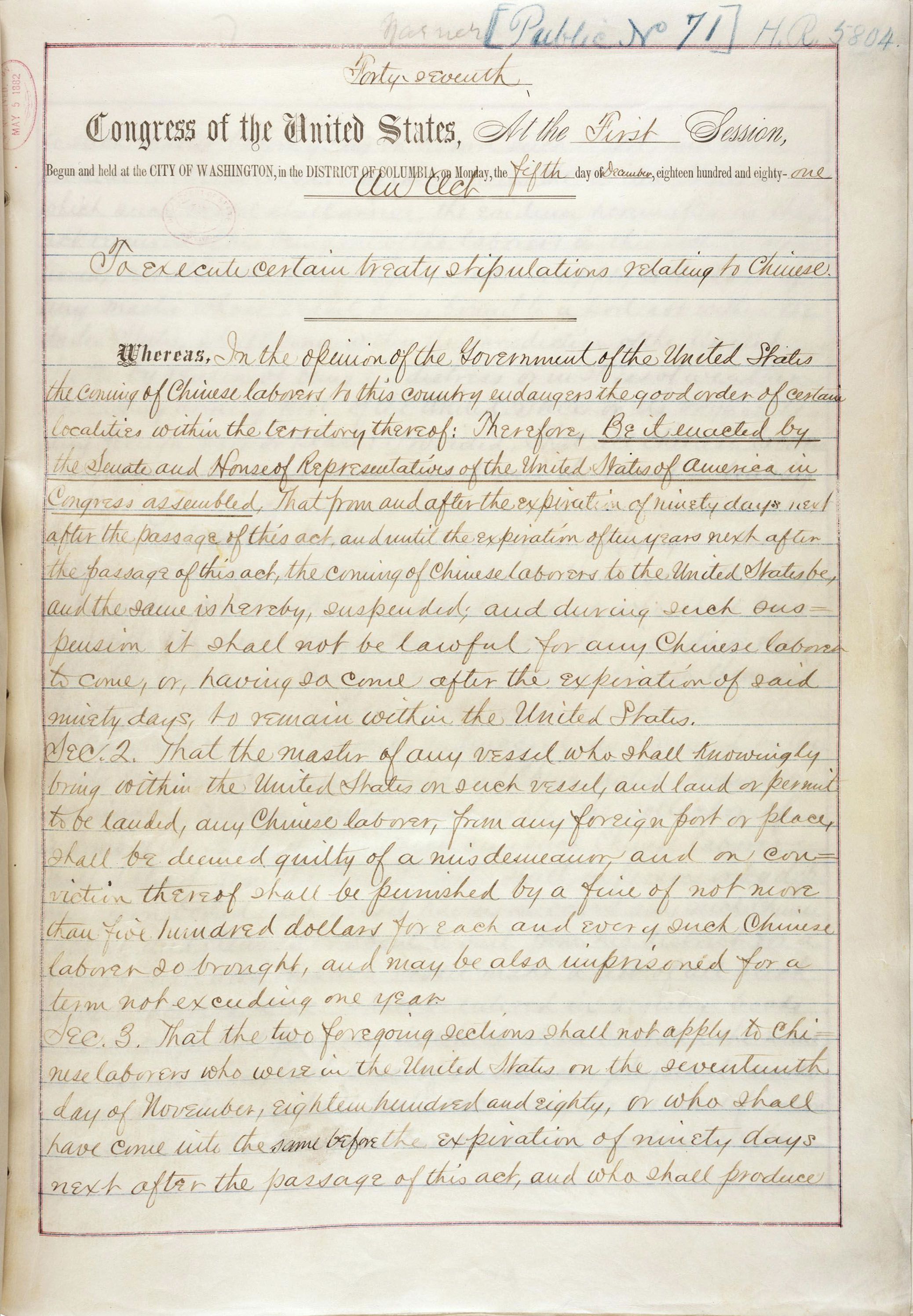
La primera página de la Ley de Exclusión China

La Ley de Exclusión China fue una ley federal de Estados Unidos firmada por el presidente Chester A. Arthur el 6 de mayo de 1882, que prohíbe toda inmigración de trabajadores chinos. Sobre la base de la anterior Ley Page de 1875 que prohibía a las mujeres chinas inmigrar a Estados Unidos, la Ley Page fue la primera, y sigue siendo la única, ley que se implementó para evitar que todos los miembros de un grupo étnico o nacional específico inmigren a Estados Unidos.
La aprobación de la ley fue precedida por la violencia contra los chinos, así como por varias políticas dirigidas a los inmigrantes chinos. La ley siguió al Tratado Angell de 1880, un conjunto de revisiones al Tratado Burlingame entre Estados Unidos y China de 1868 que permitió a Estados Unidos suspender la inmigración china. Inicialmente, la ley estaba destinada a durar 10 años, pero se renovó y fortaleció en 1892 con la Ley Geary y se hizo permanente en 1902. Estas leyes intentaron detener toda la inmigración china a Estados Unidos durante diez años, con excepciones para diplomáticos, maestros, estudiantes, comerciantes y viajeros. Las leyes fueron ampliamente eludidas.
La exclusión fue derogada por la Ley Magnuson el 17 de diciembre de 1943, que permitía la entrada de 105 chinos por año. La inmigración china luego aumentó con la aprobación de la Ley de Inmigración y Nacionalidad de 1952, que abolió las barreras raciales directas, y más tarde con la Ley de Inmigración y Nacionalidad de 1965, que abolió la Fórmula de Orígenes Nacionales.

## Trasfondo

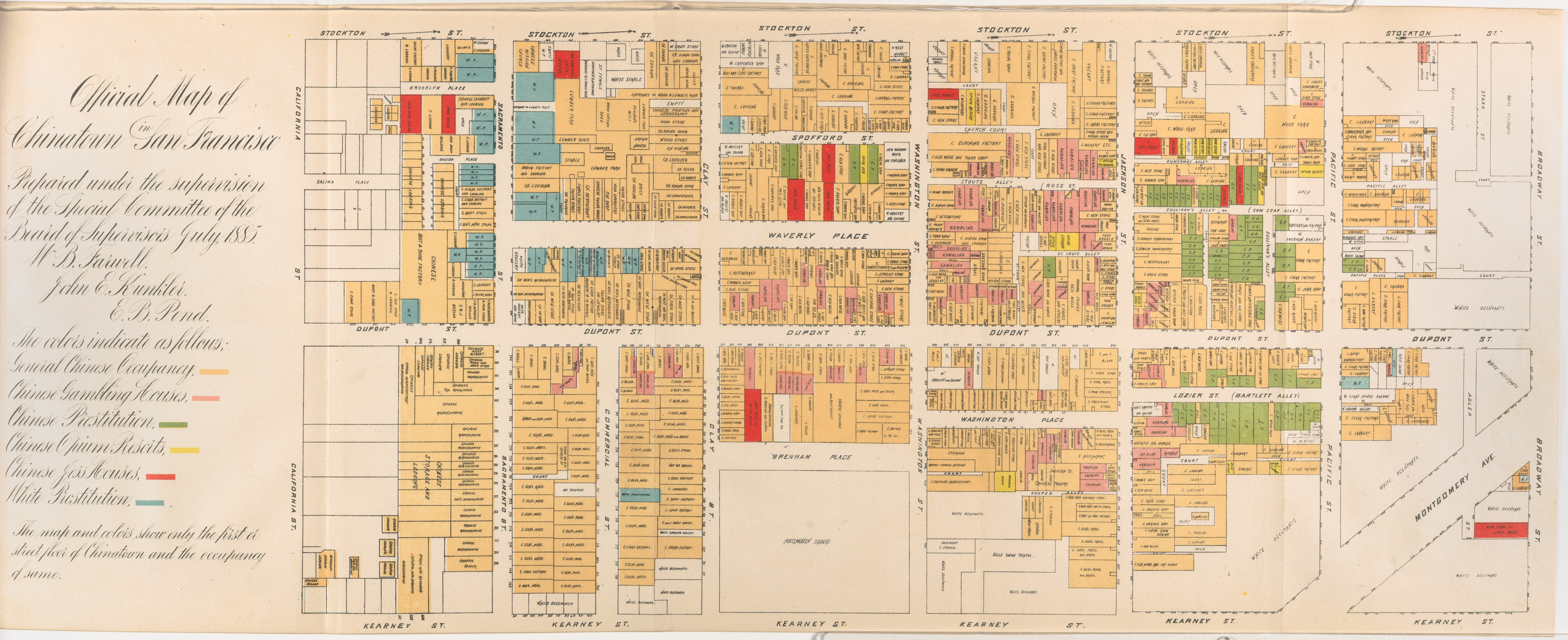
Este "Mapa oficial de Chinatown 1885" se publicó como parte de un informe oficial de un Comité Especial establecido por la Junta de Supervisores de San Francisco "sobre la condición del barrio chino".

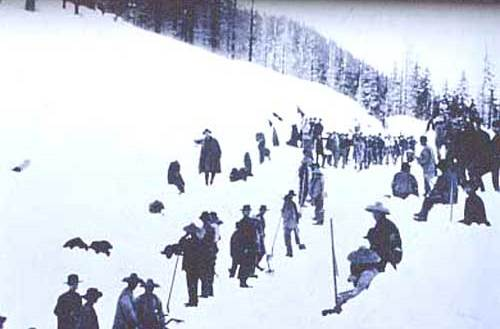
Trabajadores inmigrantes chinos construyendo el Ferrocarril Transcontinental

La primera inmigración china significativa a América del Norte comenzó con la Fiebre del Oro de California de 1848-1855 y continuó con grandes proyectos laborales posteriores, como la construcción del Primer Ferrocarril Transcontinental. Durante las primeras etapas de la fiebre del oro, cuando el oro de la superficie era abundante, los chinos eran tolerados por los blancos, aunque no bien recibidos. Sin embargo, a medida que el oro se hizo más difícil de encontrar y la competencia aumentó, aumentó la animosidad contra ellos y otros extranjeros. Después de ser expulsados por la fuerza de la minería por una mezcla de legisladores estatales y otros mineros (el Impuesto al Minero Extranjero), los inmigrantes chinos comenzaron a establecerse en enclaves en ciudades, principalmente San Francisco, y tomaron mano de obra de bajos salarios, como trtabajadores de restaurantes y lavanderías. Con la economía de la posguerra civil en declive en la década de 1870, la animosidad antichina se volvió politizada por el líder laborista Denis Kearney y su Partido de los Trabajadores, así como por el gobernador de California, John Bigler, quienes culparon a los "culis" chinos de estar deprimidos niveles salariales. La opinión pública y la ley en California comenzaron a demonizar a los trabajadores e inmigrantes chinos en cualquier rol, y la última mitad del siglo XIX vio una serie de leyes cada vez más restrictivas sobre el trabajo, el comportamiento e incluso las condiciones de vida de los chinos. Si bien muchos de estos esfuerzos legislativos fueron rápidamente revocados por la Corte Suprema del Estado, continuaron aprobando muchas más leyes antichinas tanto en California como a nivel nacional.
A principios de la década de 1850, hubo resistencia a la idea de excluir a los trabajadores migrantes chinos de la inmigración porque proporcionaban ingresos fiscales esenciales que ayudaron a llenar el vacío fiscal de California. El emperador Xianfeng, que gobernaba China en ese momento, apoyó la exclusión, citando su preocupación de que la inmigración china a Estados Unidos conduciría a una pérdida de mano de obra para China. Pero hacia el final de la década, la situación financiera mejoró y, posteriormente, los intentos de legislar la exclusión china tuvieron éxito a nivel estatal. En 1858, la Legislatura de California aprobó una ley que declaraba ilegal que cualquier persona "de las razas china o mongola" ingresara al estado; sin embargo, esta ley fue derogada por una opinión no publicada de la Corte Suprema del Estado en 1862.
Los trabajadores inmigrantes chinos proporcionaron mano de obra barata y no utilizaron ninguna de las infraestructuras gubernamentales (escuelas, hospitales, etc.) porque la población inmigrante china estaba compuesta predominantemente por adultos varones sanos. En enero de 1868, el Senado ratificó el Tratado de Burlingame con China, permitiendo un flujo sin restricciones de chinos al país. A medida que pasaba el tiempo y llegaban más y más inmigrantes chinos a Estados Unidos y California en particular, la violencia a menudo estallaba en ciudades como Los Ángeles. En la Asamblea General y Congreso de Pensilvania se mencionó una huelga que fue interrumpida por el reemplazo de todos los trabajadores por más de 200 hombres chinos en la Beaver Falls Cutlery Company en Pensilvania. "En cierta medida contribuyó a la eventual aprobación de la Ley de Exclusión China". Después de que la economía se agrió en el pánico de 1873, se culpó a los inmigrantes chinos de deprimir los salarios de los trabajadores. En un momento, los hombres chinos representaron casi una cuarta parte de todos los trabajadores asalariados en California, y en 1878 el Congreso se sintió obligado a tratar de prohibir la inmigración desde China en una legislación que luego fue vetada por el presidente Rutherford B. Hayes.. El título del artículo del San Francisco Chronicle del 27 de agosto de 1873, "¡La invasión china! They Are Coming, 900,000 Strong ", fue rastreada por The Atlantic como una de las raíces de la retórica antiinmigración de la" invasión "
En 1879, sin embargo, California adoptó una nueva Constitución que autorizaba explícitamente al gobierno estatal a determinar a qué personas se les permitía residir en el estado, y prohibía a los chinos trabajar en corporaciones y gobiernos estatales, del condado o municipales. Tres años más tarde, después de que China aceptó las revisiones del tratado, el Congreso intentó nuevamente excluir a los trabajadores chinos de la clase trabajadora; El senador John F. Miller de California introdujo otra Ley de Exclusión China que bloqueó la entrada de trabajadores chinos durante un período de veinte años. El proyecto de ley fue aprobado por el Senado y la Cámara por abrumadores márgenes, pero también fue vetado por el presidente Chester A. Arthur, quien concluyó que la prohibición de 20 años era una violación del tratado renegociado de 1880. Ese tratado permitió sólo una suspensión "razonable" de la inmigración. Los periódicos orientales elogiaron el veto, mientras que los estados occidentales lo condenaron. El Congreso no pudo anular el veto, pero aprobó un nuevo proyecto de ley que reduce la prohibición de inmigración a diez años. La Cámara de Representantes votó 201 a 37, con 51 abstenciones, para aprobar la ley. Aunque todavía se opuso a esta denegación de entrada a los trabajadores chinos, Arthur accedió a la medida de compromiso, firmando la Ley de Exclusión China en ley el 6 de mayo de 1882.

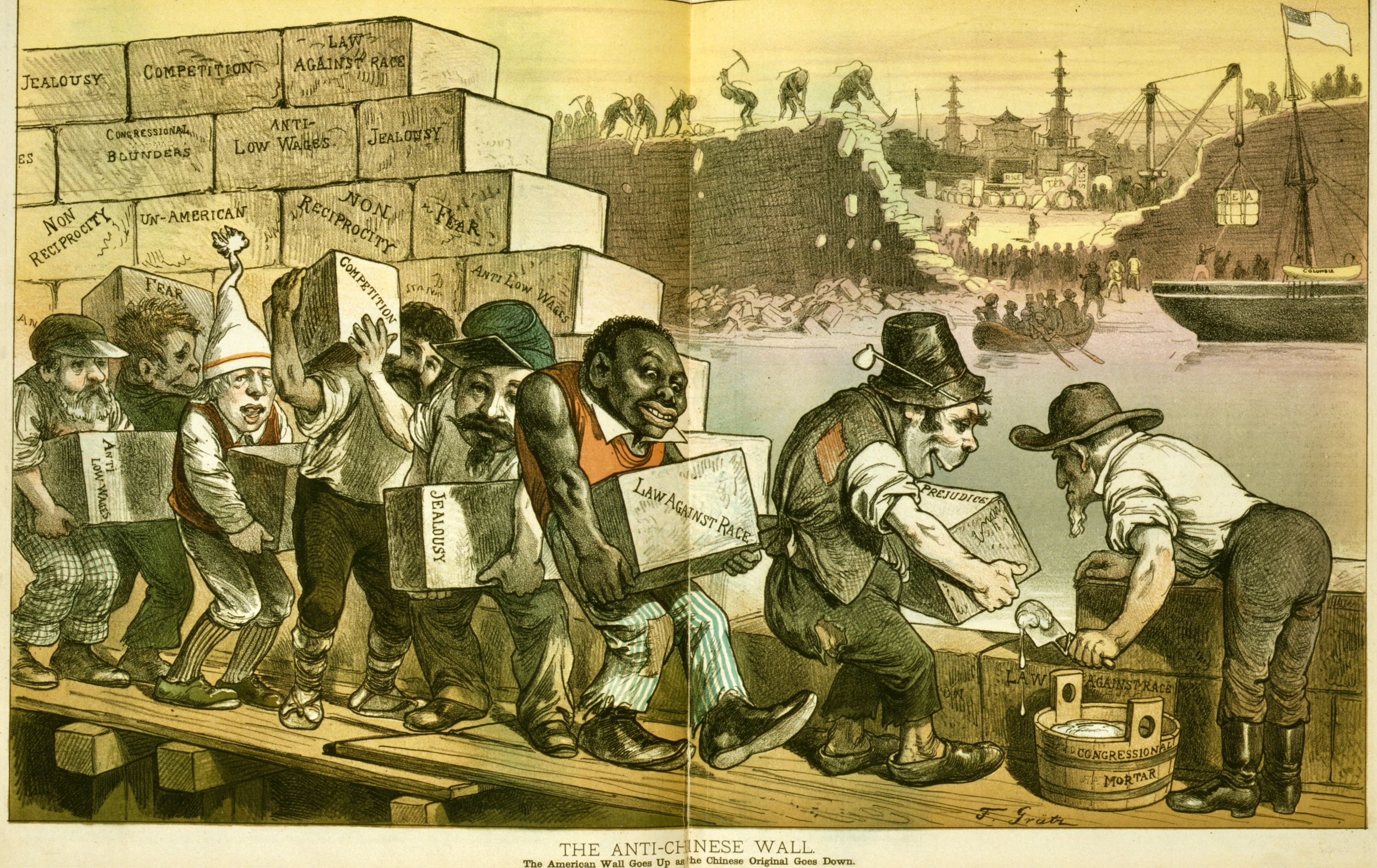
Caricatura anti-muro chino en Puck

Después de que se aprobó la ley, la mayoría de los trabajadores chinos se enfrentaron a un dilema: quedarse solos en Estados Unidos o regresar a China para reunirse con sus familias. Aunque la aversión generalizada por los chinos persistió mucho después de la aprobación de la ley, es de destacar que algunos capitalistas y empresarios se resistieron a su exclusión porque aceptaron salarios más bajos.

## Contenido
Por primera vez, la ley federal prohibió la entrada de un grupo de trabajo étnico bajo la premisa de que ponía en peligro el buen orden de ciertas localidades. (La anterior Ley Page de 1875 había prohibido la inmigración de trabajadores asiáticos y trabajadoras sexuales, y la Ley de Naturalización de 1790 prohibía la naturalización de sujetos no blancos.) La ley excluyó a los trabajadores chinos, es decir, "trabajadores calificados y no calificados y chinos empleados en la minería", de ingresar al país durante diez años bajo pena de prisión y deportación.

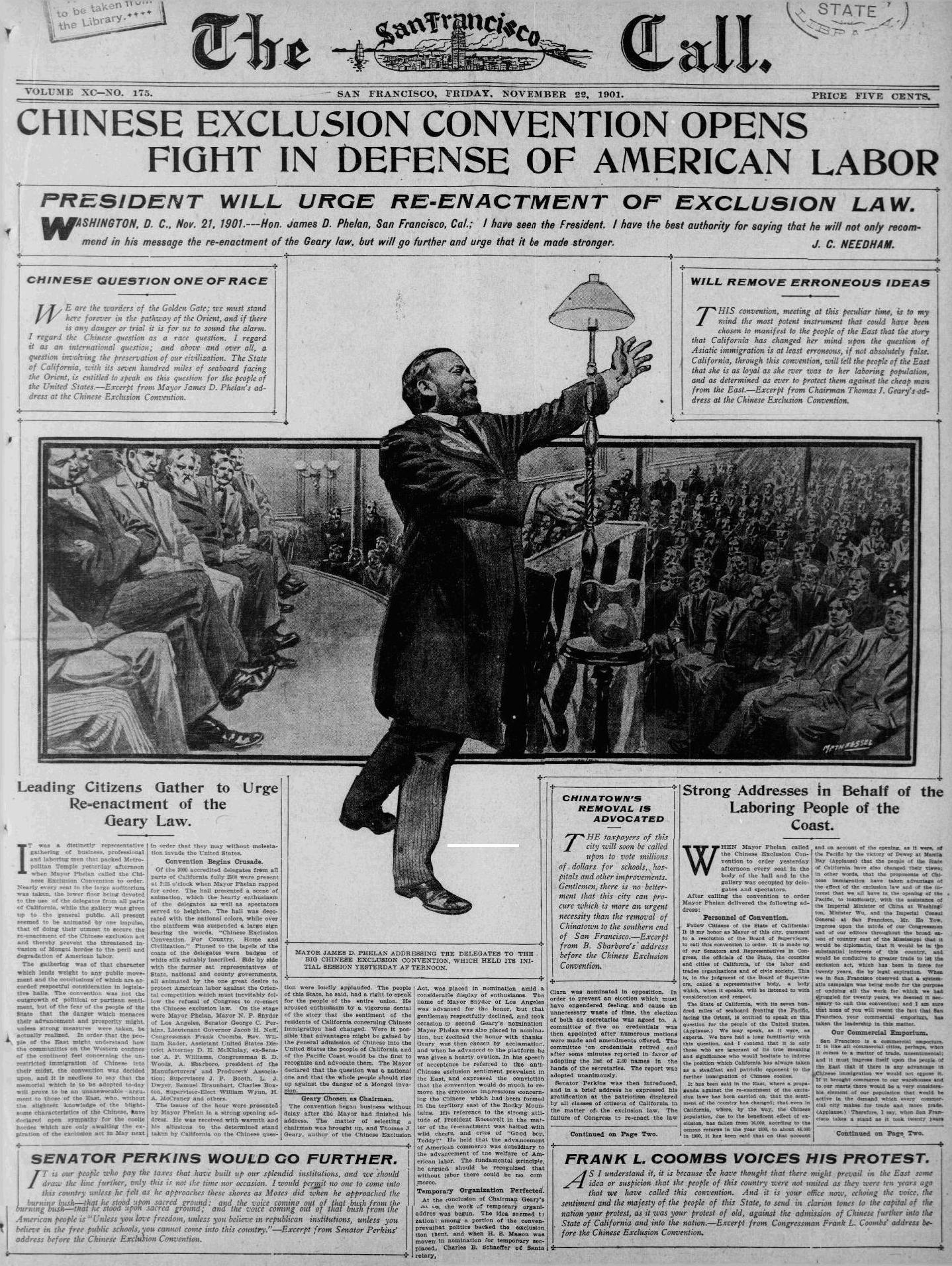
Portada de The San Francisco Call del 20 de noviembre de 1901, donde se habla de la Convención de Exclusión China

La Ley de Exclusión de Chinos requería que los pocos no trabajadores que buscaban ingresar obtuvieran una certificación del gobierno chino de que estaban calificados para emigrar. Sin embargo, este grupo encontró cada vez más difícil demostrar que no eran trabajadores porque la ley de 1882 definía a los excluibles como "trabajadores calificados y no calificados y chinos empleados en la minería". Por lo tanto, muy pocos chinos podían ingresar al país bajo la ley de 1882. A los funcionarios diplomáticos y otros oficiales de negocios, junto con sus sirvientes domésticos, para el gobierno chino también se les permitió la entrada siempre que tuvieran la certificación adecuada que verificara sus credenciales.
El acto también afectó a los chinos que ya se habían asentado en Estados Unidos. Cualquier chino que abandonara Estados Unidos tenía que obtener certificaciones para el reingreso, y la ley convirtió a los inmigrantes chinos en extranjeros permanentes al excluirlos de la ciudadanía estadounidense. Después de la aprobación de la ley, los hombres chinos en Estados Unidos tenían pocas posibilidades de reunirse con sus esposas o de formar familias en sus nuevas moradas.
Las enmiendas hechas en 1884 endurecieron las disposiciones que permitían a los inmigrantes anteriores salir y regresar y aclararon que la ley se aplicaba a los chinos étnicos independientemente de su país de origen. La Ley Scott (1888) amplió la Ley de Exclusión China, prohibiendo el reingreso a Estados Unidos después de salir. Solo estaban exentos los maestros, estudiantes, funcionarios gubernamentales, turistas y comerciantes.
La constitucionalidad de la Ley de Exclusión China y la Ley Scott fue ratificada por la Corte Suprema en Chae Chan Ping v. Estados Unidos (1889); la Corte Suprema declaró que "el poder de exclusión de extranjeros [es] un incidente de soberanía perteneciente al gobierno de Estados Unidos como parte de esos poderes soberanos delegados por la constitución". La ley fue renovada por diez años por la Ley Geary de 1892, y nuevamente sin fecha límite en 1902. Cuando la ley se amplió en 1902, exigió que "cada residente chino se registre y obtenga un certificado de residencia. Sin un certificado, se enfrentaba a la deportación ".
Entre 1882 y 1905, alrededor de 10 000 chinos apelaron contra las decisiones negativas de inmigración ante un tribunal federal, generalmente a través de una petición de habeas corpus. En la mayoría de estos casos, los tribunales fallaron a favor del peticionario. Excepto en casos de parcialidad o negligencia, estas peticiones fueron prohibidas por una ley que fue aprobada por el Congreso en 1894 y fue confirmada por la Corte Suprema de Estados Unidos en Estados Unidos contra Lem Moon Sing (1895). En Estados Unidos contra Ju Toy (1905), la Corte Suprema de Estados Unidos reafirmó que los inspectores del puerto y el Secretario de Comercio tenían la autoridad final sobre quién podía ser admitido. La petición de Ju Toy fue así prohibida a pesar de que el tribunal de distrito determinó que era ciudadano estadounidense. La Corte Suprema determinó que rechazar la entrada en un puerto no requiere el debido proceso y es legalmente equivalente a rechazar la entrada en un cruce terrestre. Todos estos desarrollos, junto con la extensión de la ley en 1902, desencadenaron un boicot a los productos estadounidenses en China entre 1904 y 1906. Sin embargo, hubo un caso de 1885 en San Francisco, en el que funcionarios del Departamento del Tesoro en Washington revocaron una decisión de denegar la entrada a dos estudiantes chinos.
Uno de los críticos de la Ley de Exclusión China fue el senador republicano antiesclavitud / antiimperialista George Frisbie Hoar de Massachusetts, quien describió el acto como "nada menos que la legalización de la discriminación racial".

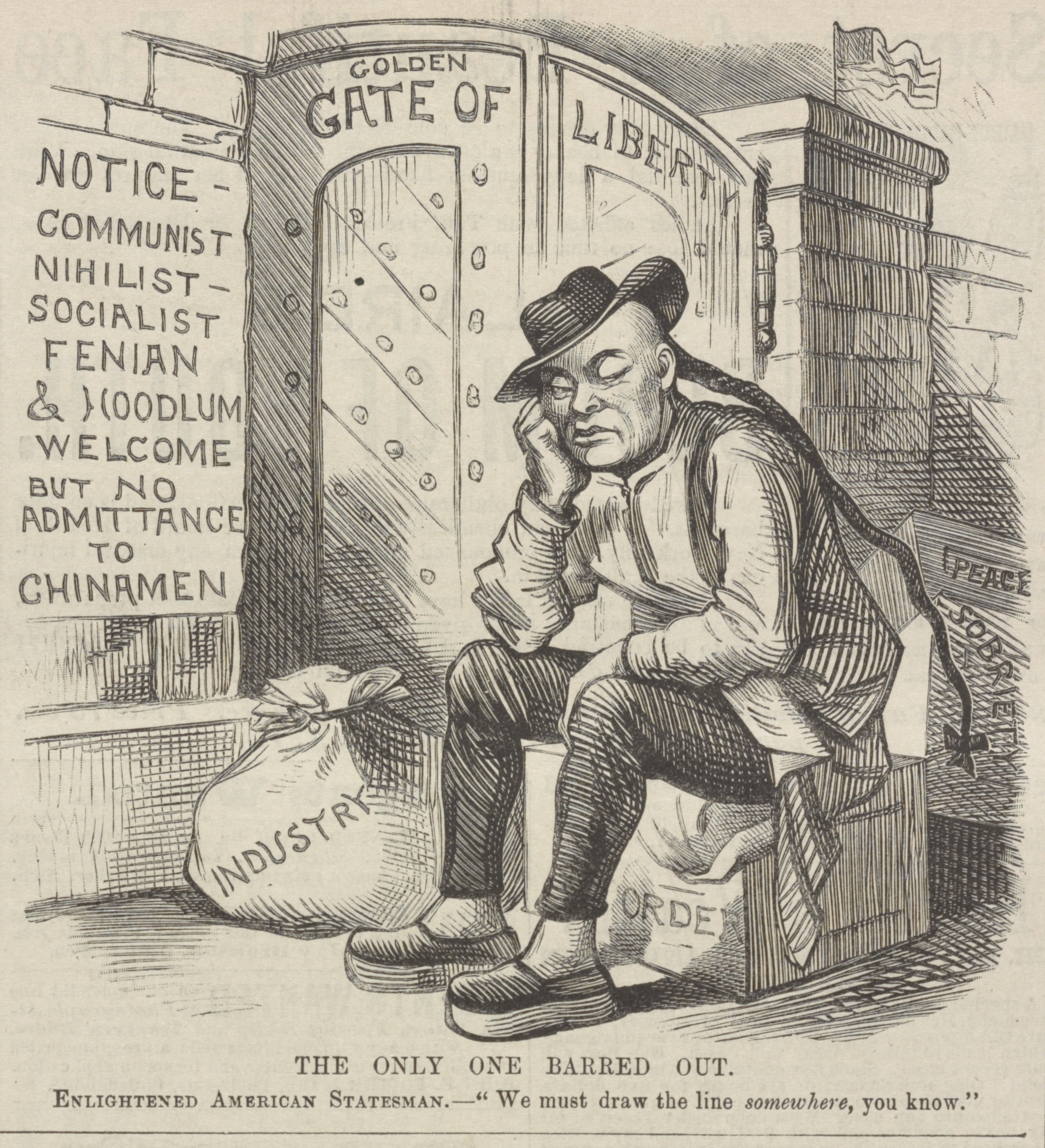
Una caricatura política de 1882, que muestra a un chino al que se le prohibió la entrada al "Golden Gate of Liberty". La leyenda dice: "Debemos trazar la línea en alguna parte, ya sabes".

Las leyes fueron impulsadas en gran parte por preocupaciones raciales. Por otro lado, la mayoría de las personas y los sindicatos apoyaron firmemente la Ley de Exclusión China, incluida la Federación Estadounidense del Trabajo y los Caballeros del Trabajo, un sindicato, que la apoyó porque creía que los industriales estaban utilizando a los trabajadores chinos como una brecha para mantener bajos los salarios.. Entre las organizaciones obreras y de izquierda, los Trabajadores Industriales del Mundo fueron la única excepción a este patrón. La IWW se opuso abiertamente a la Ley de Exclusión China desde su inicio en 1905.

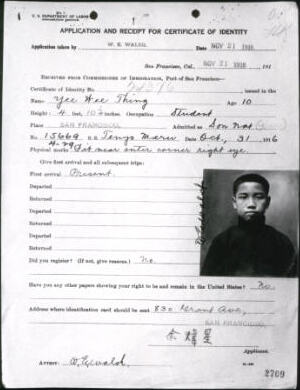
Certificado de identidad emitido a Yee Wee Thing que certifica que es hijo de un ciudadano estadounidense, emitido el 21 de noviembre de 1916. Esto fue necesario para su inmigración de China a Estados Unidos.

Para todos los propósitos prácticos, la Ley de Exclusión, junto con las restricciones que la siguieron, congeló a la comunidad china en 1882. La inmigración limitada de China continuó hasta la derogación de la Ley en 1943. De 1910 a 1940, la Estación de Inmigración de Angel Island en lo que ahora es el Parque Estatal Angel Island en la Bahía de San Francisco sirvió como centro de procesamiento para la mayoría de los 56,113 inmigrantes chinos que están registrados como inmigrantes o regresando de China; más del 30% más de los que llegaron allí fueron devueltos a China. La población china en Estados Unidos se redujo de aproximadamente 105.000 en 1880 a 89.000 en 1900 a 61.000 en 1920.
La ley eximía a los comerciantes y los propietarios de restaurantes podían solicitar visas de comerciante a partir de 1915 después de un fallo de un tribunal federal. Esto llevó al rápido crecimiento de los restaurantes chinos en las décadas de 1910 y 1920, ya que los propietarios de restaurantes podían irse y volver a entrar junto con familiares de China.
Más tarde, la Ley de inmigración de 1924 restringió la inmigración aún más, excluyendo a todas las clases de inmigrantes chinos y extendiendo las restricciones a otros grupos de inmigrantes asiáticos. Hasta que estas restricciones se relajaron a mediados del siglo XX, los inmigrantes chinos se vieron obligados a vivir una vida separada de sus familias y a construir enclaves étnicos en los que pudieran sobrevivir por su cuenta (Chinatown). La Ley de Exclusión China no abordó los problemas que enfrentaban los blancos; de hecho, los chinos fueron reemplazados rápida y ansiosamente por los japoneses, que asumieron el papel de los chinos en la sociedad. A diferencia de los chinos, algunos japoneses incluso pudieron escalar los peldaños de la sociedad estableciendo negocios o convirtiéndose en agricultores de camiones. Sin embargo, los japoneses fueron objeto de la Ley de Orígenes Nacionales de 1924, que prohibió por completo la inmigración procedente del este de Asia.
En 1891, el Gobierno de China se negó a aceptar al senador estadounidense Henry W. Blair como ministro de Estados Unidos en China debido a sus comentarios abusivos sobre China durante la negociación de la Ley de Exclusión China.

El cristiano estadounidense George F. Pentecostés se pronunció contra el imperialismo occidental en China, diciendo:
Personalmente, estoy convencido de que sería bueno para Estados Unidos si se eliminara el embargo a la inmigración china. Creo que la admisión anual de 100.000 a este país sería algo bueno para el país. Y si se hiciera lo mismo en Filipinas, esas islas serían un verdadero Jardín del Edén en veinticinco años. La presencia de trabajadores chinos en este país, en mi opinión, contribuiría mucho a resolver nuestros problemas laborales. No hay comparación entre el chino, incluso de la clase culi más baja, y el hombre que viene aquí del sureste de Europa, de Rusia o del sur de Italia. Los chinos son muy buenos trabajadores. Por eso los obreros aquí los odian. También creo que la emigración a Estados Unidos ayudaría a los chinos. Al menos entraría en contacto con algunas personas cristianas reales en Estados Unidos. El chino vive en la miseria porque es pobre. Si tuviera algo de prosperidad, su miseria cesaría.

## El período de "expulsión"
Tras la aprobación de la Ley de Exclusión de China, nació un período conocido como la era de la "expulsión". En este período, los estadounidenses antichino obligaron físicamente a las comunidades chinas a huir a otras áreas. La violencia a gran escala en los estados occidentales incluyó la masacre china de Rock Springs (1885) y la masacre de Hells Canyon (1887). [39]

### Masacre de Rock Springs de 1885
La masacre recibió su nombre de la ciudad donde tuvo lugar, Rock Springs, en el estado de Wyoming, donde los mineros blancos estaban celosos de los chinos por su empleo. Los mineros blancos expresaron su frustración celosa robando, intimidando, disparando y apuñalando a los chinos en Chinatown. Los chinos intentaron huir, pero muchos fueron quemados vivos en sus hogares, muertos de hambre en refugios ocultos o expuestos a depredadores de animales carnívoros en las montañas. Algunos fueron rescatados por un tren que pasaba, pero al final del evento se habían cobrado al menos 28 vidas. En un intento por apaciguar la situación, el gobierno intervino enviando tropas federales para proteger a los chinos. Sin embargo, solo se pagaron compensaciones por la propiedad destruida. Nadie fue arrestado ni responsabilizado por las atrocidades cometidas durante los disturbios.

### Masacre de Hells Canyon de 1887
La masacre recibió su nombre del lugar donde tuvo lugar, a lo largo del río Snake en Hells Canyon, cerca de la desembocadura de Deep Creek. El área contenía muchos acantilados rocosos y rápidos blancos que juntos representaban un peligro significativo para la seguridad humana. Treinta y cuatro mineros chinos murieron en el sitio. Los mineros eran empleados de la empresa Sam Yup, una de las seis empresas chinas más grandes de la época, que trabajaba en esta zona desde octubre de 1886. Los hechos reales aún no están claros debido a la aplicación de la ley poco confiable en ese momento, informes de noticias sesgados y la falta de investigaciones oficiales serias. Sin embargo, se especula que los mineros chinos muertos no fueron víctimas de causas naturales, sino víctimas de heridas de bala durante un robo cometido por una banda de siete ladrones de caballos armados.
Se pensaba que a los mineros se les había robado oro por valor de entre 4000 y 5000 dólares. El oro nunca se recuperó ni se investigó más a fondo.

#### Los cuerpos
Los desacuerdos también pueden atribuirse al hecho de que los cuerpos de los mineros chinos solo se encontraron río abajo después de dos semanas. No está claro si los cuerpos fueron destrozados en el curso de un homicidio humano o como consecuencia de haber sido arrojados a aguas turbulentas. Los rápidos y la fuerza bruta de la corriente podrían haber destrozado los cuerpos contra las rocas. Sin embargo, se confirmó que los hombres chinos recibieron disparos porque se encontraron heridas de bala en sus cuerpos. Solo se identificaron diez cuerpos el 16 de febrero de 1888: Chea-po, Chea-Sun, Chea-Yow, Chea-Shun, Chea Cheong, Chea Ling, Chea Chow, Chea Lin Chung, Kong Mun Kow y Kong Ngan. Poco se sabe sobre estos hombres identificados.

#### Las secuelas
Poco después del incidente, la empresa Sam Yup de San Francisco contrató a Lee Loi, quien más tarde contrató a Joseph K. Vincent, entonces comisionado de Estados Unidos, para dirigir una investigación. Vincent presentó su informe de investigación al consulado chino que intentó sin éxito obtener justicia para los mineros chinos. Aproximadamente al mismo tiempo, también se presentaron sin éxito otros informes de compensación por delitos anteriores infligidos a los chinos. Al final, el 19 de octubre de 1888, el Congreso acordó compensar en gran medida la masacre e ignorar los reclamos por los crímenes anteriores. A pesar de que la cantidad fue muy mal pagada, fue una pequeña victoria para los chinos que tenían pocas expectativas de alivio o reconocimiento.

#### Temas del acto
La Ley de Exclusión China duró unos treinta años, y provocó que la economía estadounidense sufriera una gran pérdida. Algunas fuentes citan el acto como un signo de injusticia y trato injusto a los trabajadores chinos porque sus trabajos eran en su mayoría de baja categoría.

## Impacto en la educación en Estados Unidos
La Ley de Exclusión de Estados Unidos obligó a los estudiantes chinos que intentaban ingresar al país a proporcionar pruebas de que no estaban tratando de eludir las regulaciones. Las leyes y regulaciones que surgieron de la ley crearon situaciones menos que ideales para los estudiantes chinos, lo que llevó a críticas a la sociedad estadounidense. Las políticas y actitudes hacia los estadounidenses de origen chino en Estados Unidos Actuaron en contra de los intereses de la política exterior al limitar la capacidad de Estados Unidos Para participar en iniciativas de educación internacional.

## Derogación y estado actual
La Ley de Exclusión China fue derogada por la Ley Magnuson de 1943 cuando China se había convertido en un aliado de Estados Unidos contra Japón en la Segunda Guerra Mundial, ya que Estados Unidos necesitaba encarnar una imagen de equidad y justicia. La Ley Magnuson permitió a los ciudadanos chinos que ya residen en el país convertirse en ciudadanos naturalizados y dejar de esconderse de la amenaza de deportación. Sin embargo, la Ley Magnuson solo permitió una cuota nacional de 105 inmigrantes chinos por año y no derogó las restricciones a la inmigración de los otros países asiáticos. La represión contra los inmigrantes chinos alcanzó un nuevo nivel en su última década, de 1956 a 1965, con el Programa de Confesión China lanzado por el Servicio de Inmigración y Naturalización, que alentó a los chinos que habían cometido fraude migratorio a confesar, para ser elegible para alguna indulgencia en el tratamiento. La inmigración china a gran escala no se produjo hasta la aprobación de la Ley de Inmigración y Nacionalidad de 1965.
Los primeros inmigrantes chinos que ingresaron a Estados Unidos bajo la Ley Magnuson fueron estudiantes universitarios que buscaron escapar de la guerra en China durante la Segunda Guerra Mundial y estudiar en Estados Unidos El establecimiento de la República Popular China y su entrada en la Guerra de Corea contra Estados Unidos, sin embargo, creó una nueva amenaza en la mente de algunos políticos estadounidenses: estudiantes chinos educados en Estados Unidos que traen el conocimiento estadounidense a la "China Roja". Muchos estudiantes universitarios chinos fueron naturalizados casi a la fuerza, incluso ellos continuaron enfrentándose a prejuicios, discriminación e intimidación significativos. Uno de los más prolíficos de estos estudiantes fue Tsou Tang, quien se convertiría en el principal experto en China y las relaciones entre China y Estados Unidos durante la Guerra Fría.
Aunque la ley de exclusión fue derogada en 1943, la ley de California que prohíbe a los no blancos casarse con blancos no fue revocada hasta 1948, en la que la Corte Suprema de California dictaminó que la prohibición del matrimonio interracial dentro del estado en Perez v. Sharp. Algunos otros estados tenían leyes de este tipo hasta 1967, cuando la Corte Suprema de Estados Unidos falló por unanimidad en Loving v. Virginia que las leyes contra el mestizaje en todo el país son inconstitucionales.
Incluso hoy, aunque todas sus secciones constitutivas han sido derogadas durante mucho tiempo, el Capítulo 7 del Título 8 del Código de Estados Unidos se titula "Exclusión de chinos". Es el único capítulo de los 15 capítulos del Título 8 (Extranjeros y nacionalidad) que se centra completamente en una nacionalidad o grupo étnico específico. Al igual que el siguiente Capítulo 8, "El comercio de Culí", consta en su totalidad de estatutos que se señalan como "Derogados" u "Omitidos".
El 18 de junio de 2012, la Cámara de Representantes aprobó H.Res. 683, una resolución que había sido presentada por la congresista Judy Chu, que expresa formalmente el arrepentimiento de la Cámara de Representantes por la Ley de Exclusión China, una ley que impuso restricciones casi totales a la inmigración y naturalización de chinos y negó las libertades básicas a los chino-estadounidenses debido a su etnia. S.Res. 201, una resolución similar, había sido aprobada por el Senado en octubre de 2011.
En 2014, la Legislatura de California tomó medidas formales para aprobar medidas que reconozcan formalmente los logros de los estadounidenses de origen chino en California y para pedirle al Congreso que se disculpe formalmente por la adopción en 1882 de la Ley de Exclusión de Chinos. El líder republicano del Senado Bob Huff (R-Diamond Bar) y el presidente entrante en funciones Kevin de León (D-Los Ángeles) se desempeñaron como coautores de la Resolución Conjunta del Senado (SJR) 23 y la Resolución Concurrente del Senado (SCR) 122, respectivamente.
Tanto SJR 23 como SCR 122 reconocen y celebran la historia y las contribuciones de los estadounidenses de origen chino en California. Las resoluciones también piden formalmente al Congreso que se disculpe por las leyes que resultaron en la persecución de los estadounidenses de origen chino, como la Ley de Exclusión de Chinos.
Quizás las más importantes son las implicaciones sociológicas para comprender las relaciones étnicas / raciales en el contexto de la historia estadounidense; las minorías tienden a ser castigadas en tiempos de crisis económica, política y / o geopolítica. Los tiempos de estabilidad social y sistémica, sin embargo, tienden a silenciar cualquier tensión subyacente entre diferentes grupos. En tiempos de crisis social, ya sea percibida o real, los patrones de retractabilidad de las identidades estadounidenses han estallado a la vanguardia del panorama político estadounidense, a menudo generando una reacción institucional y de la sociedad civil contra los trabajadores de otras naciones, un patrón documentado por la investigación de Fong sobre cómo las crisis ocurren drásticamente alterar las relaciones sociales.
En 2021, la congresista republicana Marjorie Taylor Greene declaró que deportaría a los chinos que vivían en el país y que eran "insuficientemente leales".